# E. Roger Mitchell
E. Roger Mitchell est un acteur américain né le 18 février 1971 à Miami en Floride.

## Filmographie

### Cinéma
- 1997 : Raney : Charlie
- 1997 : How I Spent My Summer Vacation : Joseph
- 2000 : La Légende de Bagger Vance : Aaron
- 2001 : Losing Grace : Chuck
- 2003 : Kings County : Drury
- 2003 : S.W.A.T. unité d'élite : Agent Kirkland
- 2005 : Madea, grand-mère justicière : Kalvin
- 2006 : The Last Adam : le chirurgien
- 2006 : Trust : Myles Rome
- 2006 : Last Sunset : Officier Jones
- 2007 : Daddy's Little Girls : l'avocat de Joe
- 2007 : NY's Dirty Laundry : Mike
- 2009 : The Open Road : le gérant de TSA
- 2010 : Blood Done Sign My Name : William Burgwyn
- 2010 : The Crazies : Tom
- 2011 : World Invasion: Battle Los Angeles : le capitaine
- 2011 : Battle : J.T.
- 2011 : Contagion : le conducteur
- 2012 : The Next Day : Jake
- 2012 : Flight : Craig Matson
- 2013 : The Spectacular Now : le médecin
- 2013 : Le Dernier Exorcisme 2 : Jeffrey
- 2013 : Hunger Games : L'Embrasement : Chaff
- 2013 : Légendes vivantes : le frère de Linda
- 2014 : Need for Speed : un détective
- 2014 : Comeback Dad : Marvin
- 2014 : Equalizer
- 2014 : Secret d'État : un détective
- 2015 : Eternity Hill : Lieutenant Henson
- 2015 : Captive : Sergent Teasley
- 2015 : Chair de poule : le maire
- 2015 : Blackhats : Mosis
- 2015 : Curve Ball : Patterson
- 2015 : Awakened : Howard
- 2016 : Cell : Roscoe
- 2016 : 2016 : Ross
- 2016 : La Cinquième Vague : le porte-parole de la Maison-Blanche
- 2016 : Triple 9 : Smith
- 2017 : Barry Seal: American Traffic (American Made) : Craig McCall
- 2017 : All Eyez on Me : l'avocat de Tupac Shakur
- 2018 : American Woman de Jake Scott : détective-sergent Morris
- 2021 : Black Phone (The Black Phone) de Scott Derrickson : détective Wright
- 2022 : Emmett Till de Chinonye Chukwu

### Télévision
- 1998 : Flora et les siens : Charlie
- 2001 : Boycott : Bob Phillips
- 2002-2006 : The Shield : Lester Hoffman (2 épisodes)
- 2003 : Threat Matrix : Silo (1 épisode)
- 2003 : NCIS : Enquêtes spéciales : M.P. (1 épisode)
- 2004-2012 : Les Frères Scott : plusieurs rôles (3 épisodes)
- 2005 : Warm Springs : Pete Collier
- 2005 : Surface : Kenny (1 épisode)
- 2010 : Past Life : Don (1 épisode)
- 2012 : Pour le sourire d'un enfant : Principal Tom Keller
- 2012 : Meurtres à Charlotte : le Maire
- 2012 : Nashville : Billy (1 épisode)
- 2013 : The Walking Dead : Paul (2 épisodes)
- 2013 : CrazySexyCool: The TLC Story : le médecin de l'hôpital
- 2013 : Drop Dead Diva : M. Beaty (1 épisode)
- 2014 : The Originals : Kevin (1 épisode)
- 2015 : Being Mary Jane : Détective Daniel (1 épisode)
- 2015 : Powers : Blue Magma (1 épisode)
- 2015 : Devious Maids : Détective Figueroa (2 épisodes)
- 2015 : Complications : Mark le camionneur (1 épisode)
- 2020 : Outer Banks : Heyward